# Klizeći start
Klizeći start potez je u nogometu.
Sastoji se od igračevog pokušaja da s jednom ispruženom nogom, klizeći po podlozi, pokuša protivničkom igraču izbiti loptu. 

## Prekršaji vezani uz klizeći start
Klizeći je start česti uzrok sukoba, te razlog za dosuđivanje prekršaja i opomena (žuti ili crveni karton), pogotovo kad igrač koji je napadnut klizećim startom padne preko noge protivničkog igrača ili lopte koju je ovaj zaustavio.
Iako ovaj potez sam po sebi nije prekršaj, nekoliko je vrsta prekršaja, koji se kažnjavaju slobodnim udarcem ili jedanaestercem, direktno vezan uz klizeći start:
- Kada igrač dotakne igrača prije doticanja lopte
- Kada igrač pri klizećem startu postupi nemarno ili koristeći pretjeranu silu:
  - udarajući ili pokušavajući udariti protivnika
  - prevrčući ili pokušavajući prevrnuti protivnika
  - postavi kopačku okomito na teren